# Atur
Atur foi uma comuna francesa na região administrativa da Nova Aquitânia, no departamento Dordonha. Possuia uma área de 19,13 km² e 1.491 habitantes (censo de 1999), perfazendo uma densidade demográfica de 77 hab/km².
Em 1 de janeiro de 2016, passou a formar parte da nova comuna de Boulazac Isle Manoire.